# Atelierhaus Pfau

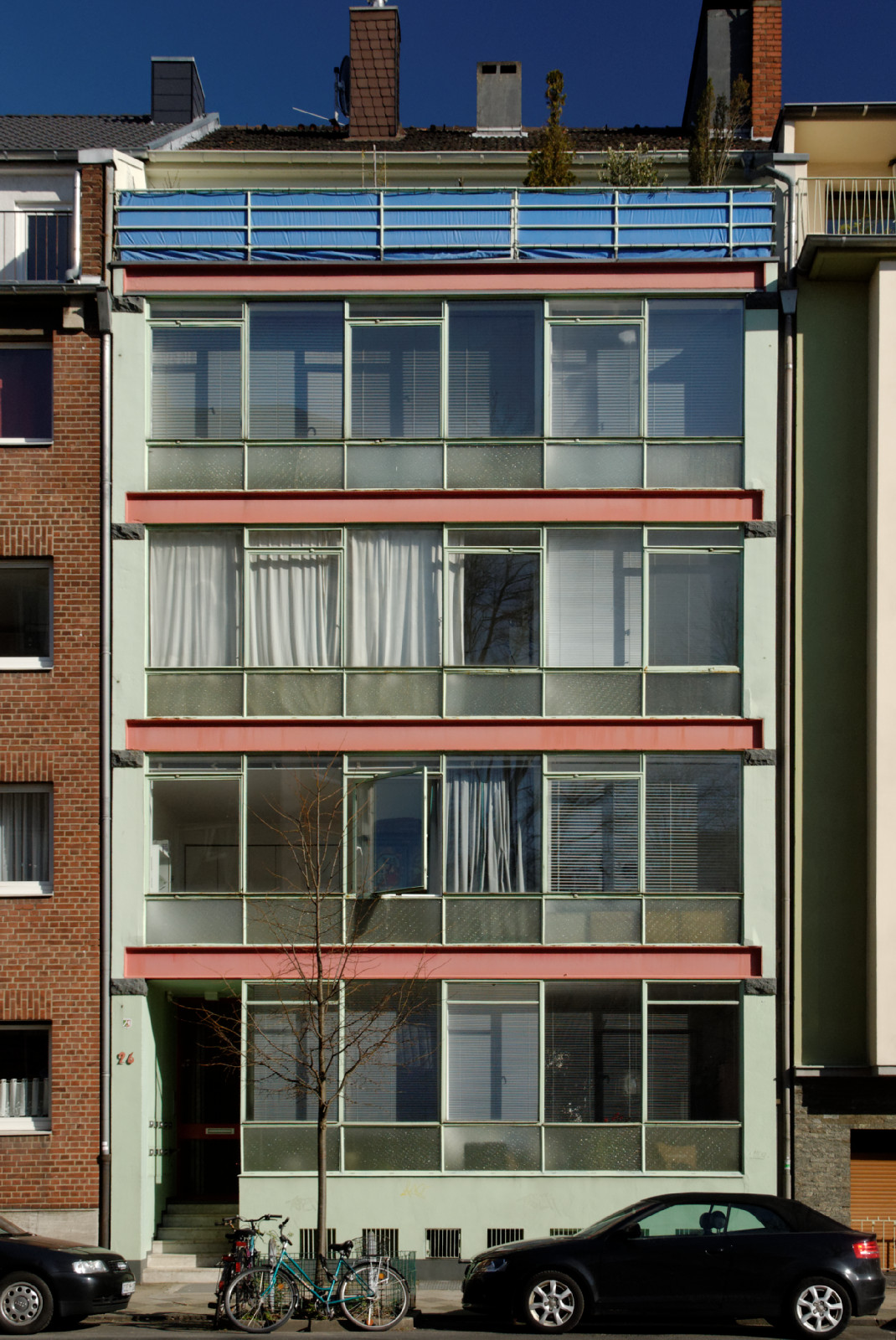
Atelierhaus Pfau (Fassade)

Das denkmalgeschützte Atelierhaus Pfau an der Stephanienstraße 26 in Düsseldorf wurde 1956 bis 1958 nach Entwürfen von Bernhard Pfau errichtet. Pfau nutzte das Gebäude als sein Atelier.

## Beschreibung
Die fünfgeschossige Stahlbetonkonstruktion ist fast vollständig mit einer verglasten Fassade versehen, die sich in sechs Achsen gliedert. Der Eingang des Gebäudes befindet sich links. Das 4. Obergeschoss ist auf der der Straße zugewandten Seite als Staffelgeschoss ausgeführt und wird dort durch Rundfenster belichtet. Die Rückseite des Gebäudes ist ebenfalls als sechsgliedrige verglaste Fassade gestaltet, wobei das oberste Geschoss dort fassadenbündig ausgeführt ist. Statt des ursprünglich vorgesehenen Flachdachs erhielt das Haus ein ziegelgedecktes Satteldach.

## Kunstgeschichtliche Bedeutung
„Das Haus zeigt exemplarisch das Bestreben Pfaus nach Transparenz und Leichtigkeit in der Architektur.“

Der Bau ist auch ein besonderes Beispiel für Verwendung von Glas in der Architektur:

„Ein bemerkenswertes Beispiel für diese Interpretation der Offenheit [von Hans Schwippert] ist Bernhard Pfaus eigenes Haus in der Stephanienstraße 26, entworfen im Jahre 1950. Die Eisenbetonkonstruktion wird in der Fassade bis auf schmale Randstreifen und den Sockel durch eine leicht wirkende Stahl- und Glaskonstruktion überlagert. Das gleiche Prinzip gilt auch für die Rückseite des Gebäudes, so daß hier von einer Maximierung der Wandlauflösung gesprochen werden kann.“